# Town (pays de Galles)
Pour les articles homonymes, voir Town.
Town (en anglais) ou Y Dref (en gallois) est une communauté du borough de comté de Merthyr Tydfil, au pays de Galles.

## Géographie
La communauté de Town s’étend sur le centre-ville de Merthyr Tydfil. Elle recouvre les quartiers de Cae-draw, Penyard, Penyrheol, Thomastown, Twynyrodyn et Ysgubor Newydd.

## Démographie
Au recensement de 2011, la communauté de Town comptait 7 671 habitants.